# Eucalyptus urophylla
Eucalyptus urophylla ist eine Pflanzenart innerhalb der Familie der Myrtengewächse (Myrtaceae). Sie kommt auf Timor und den kleinen Sundainseln vor. Trivialnamen sind in englischer Sprache „Timor Mountain Gum“ oder „Timor White Gum“ und in indonesischer Sprache „Ampupu“ oder „Popo“.

## Beschreibung

### Erscheinungsbild und Blatt
Eucalyptus urophylla wächst als immergrüner Baum, der Wuchshöhen von bis über 45 Meter erreicht. Der Stamm ist auf bis zu 30 Metern astlos und erreicht Durchmesser von bis zu 2 Meter. Unter ungünstigen Bedingungen wächst Eucalyptus urophylla auch als Strauch. Die Borke verbleibt am gesamten Baum, ist rotbraun bis braun und glatt, manchmal auch mit flachen Längsfissuren und am unteren Teil des Stammes kann sie auch rau sein.
Bei Eucalyptus urophylla liegt Heterophyllie vor. Die Laubblätter sind stets in Blattstiel und -spreite gegliedert. Die an jungen Exemplaren fast gegenständigen Laubblätter besitzen eine breit-lanzettliche Blattspreite. Die Blattstiele an erwachsenen Exemplaren sind länger als an jungen Exemplaren. An erwachsenen Exemplaren ist die Blattober- und -unterseite ist verschiedenfarbig glänzend grün. An älteren Exemplaren sind die fast gegen- bis wechselständigen Blätter als Phyllodien ausgebildet. Ihre Blattflächen sind bei einer Länge von 10 bis 15 cm und einer Breite von 5 bis 8 cm breit-lanzettlich. und relativ dick. Die Seitennerven sind kaum sichtbar. Die Keimblätter (Kotyledone) sind verkehrt-nierenförmig.

### Blütenstand und Blüte
Seitenständig an einem 8 bis 22 mm langen und im Querschnitt abgeflachten Blütenstandsschaft stehen in einem reduzierten, einfachen, doldigen Blütenstand fünf bis acht Blüten zusammen. Die Kelchblätter bilden eine Calyptra, die früh abfällt.

### Frucht und Samen
Jede Frucht enthält vier bis sechs Samen. Die kleinen, schwarzen Samen sind kantig oder mehr oder weniger halbkugelig.

## Vorkommen

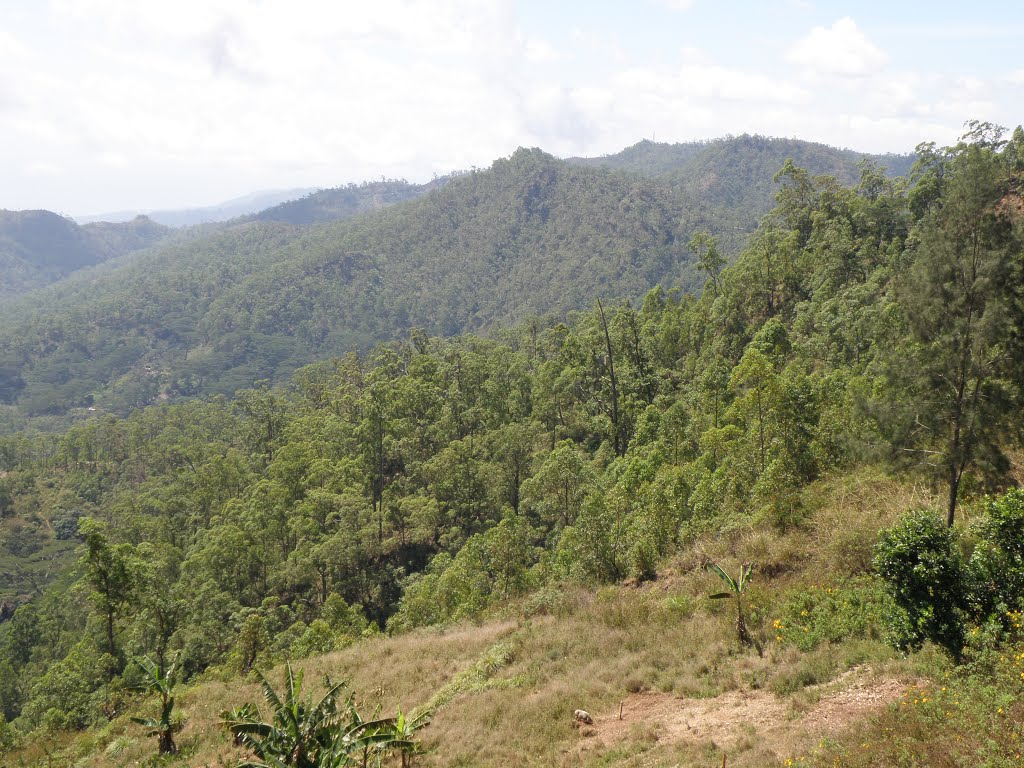
Eucalyptus urophylla-Wälder in den Bergen Timors

Das natürliche Verbreitungsgebiet von Eucalyptus urophylla sind die Kleinen Sundainseln.
Eucalyptus urophylla kommt oft dominant in Bergwäldern, oft Sekundärwäldern vor. Sie wächst an Berghängen und in Tälern auf Basalt und Schiefer, aber nur selten auf Kalkstein.

## Taxonomie
Die Erstbeschreibung von Eucalyptus urophylla erfolgte 1977 durch Stanley Thatcher Blake unter dem Titel in Four new species of Eucalyptus in Austrobaileya, Volume 1, Issue 1, S. 7–9. Das Typusmaterial weist die Beschriftung „Timor: 20.8 km S of Dili on road to Maubisse (8° 38’ S 125° 37’ E, Aug. 1971, Turnball 210 (FRI, holotype))“ auf. Das Artepitheton urophylla ist aus den altgriechischen Wörtern uro also mit verlängertem oder schwanzartigem Anhängsel und phylla für Blatt zusammengesetzt.

## Nutzung

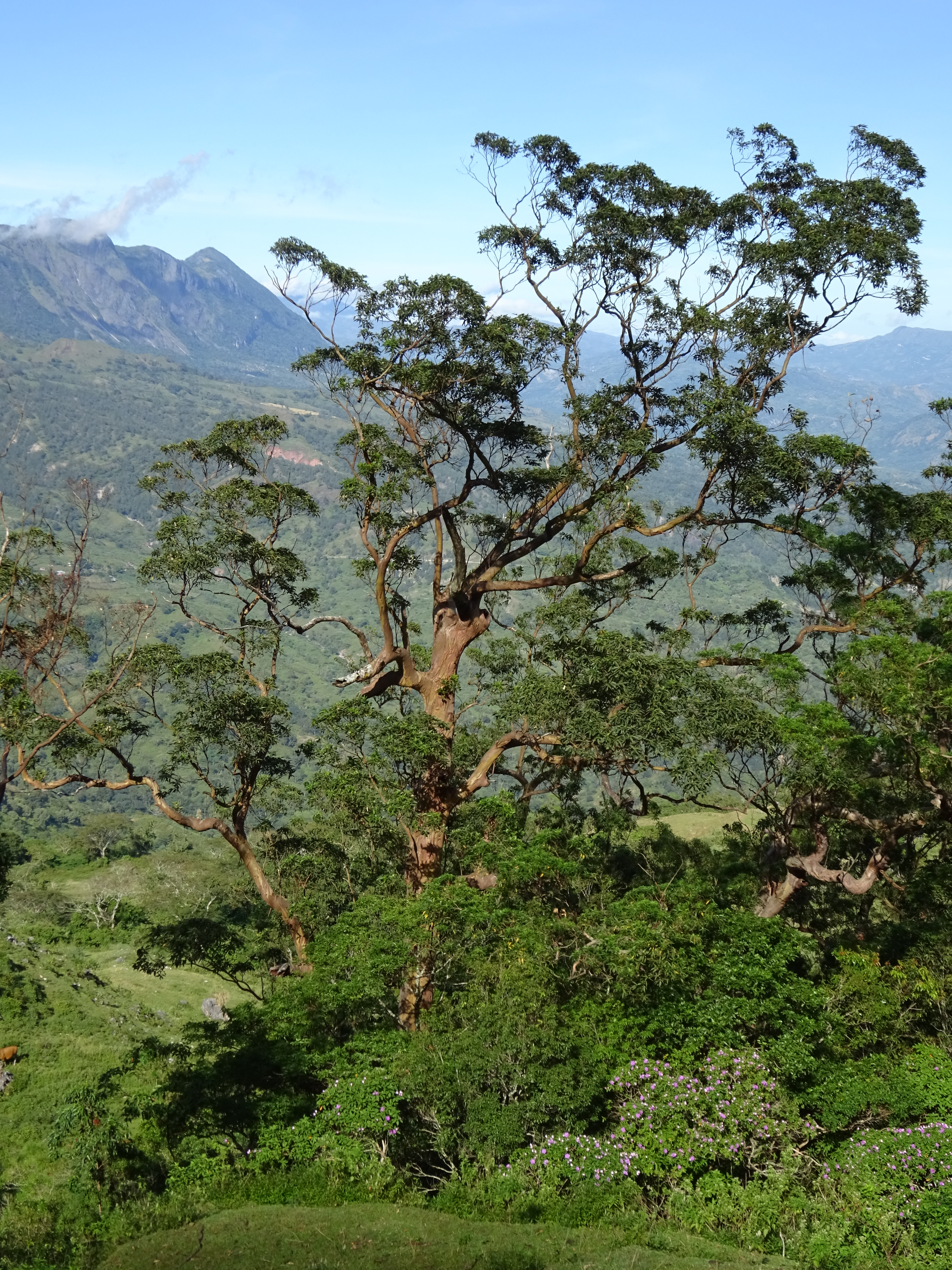
Eucalyptus urophylla am Berg Leolaco (Osttimor)

Das Holz von Eucalyptus urophylla ist hart und schwer. Es dient als Brennholz, zur Herstellung von Holzkohle und in Timor auch als schweres Bauholz für Brücken, Böden und Rahmen. Rundhölzer werden zu Stützen im Hausbau und für Zäune verwendet.
Aus den Laubblättern von Eucalyptus urophylla gewinnt man hellgelbes Eukalyptusöl, das P-Cymol enthält. Letzteres besitzt desinfizierende Eigenschaften und wird in der Seifen- und Kosmetikindustrie eingesetzt.